# Сицилиец
«Сицилиец» (англ. The Sicilian) — роман американского писателя Марио Пьюзо, изданный в 1984 году. Сюжет романа пересекается с сюжетом романа Пьюзо «Крёстный отец» (1969), и содержит персонажей из него. Роман считается литературным продолжением «Крёстного отца» и второй книгой в его серии романов. В 1987 году роман был экранизирован режиссёром Майклом Чимино.

## Сюжет
Роман представляет собой художественную историю, основанную на реальной жизни итальянского народного героя Сальваторе Джулиано, часто сравниваемого с Робин Гудом. Действие происходит на Сицилии в 1940-е годы, во времена конца правления Муссолини. Сюжет повествует о судьбе главного героя, о его пути от простого крестьянина до народного идола и революционного вдохновителя, о борьбе за независимость сицилийского народа и Сицилии в целом.
Сальваторе Гильяно — сицилиец, недовольный властями. Он создает собственную повстанческую группировку и совершает набеги на тюрьмы, правительственные учреждения. В задачу Майкла Корлеоне входило вывезти его в Америку.